# Гуржибеков, Блашка Майрансауович
Бла́шка Майранса́уович Гуржибе́ков (Гурджибе́ти), русский вариант имени — Власий Иванович (осет. Гурдзибети Майрæнсауи фурт Бласка; род. 1 марта (13 марта) 1868 года, станица Новоосетинская — 18 июня 1905 года, Маньчжурия) — осетинский поэт, писавший на дигорском языке, основоположник дигорской художественной литературы.

## Биография
Родился 1 марта 1868 года в офицерской казачьей семье Майран-Сау (Ивана) Гуржибекова в станице Ново-Осетинская Моздокского округа Терского казачьего войска. Его отец умер в 1875 году, когда ему было 7 лет. Его воспитанием занималась мать. С 1878 года обучался в Павлодольской начальной школе, по окончании которой поступил в Ставропольскую гимназию. Из-за тяжёлого материального положения семьи был вынужден оставить учёбу в гимназии. В 1886 году в 18-летнем возрасте пошёл на воинскую службу в Кизляро-Гребенский полк. Служил рядовым казаком. За успехи в службе был направлен в Ставропольское казачье-юнкерское училище, по окончании которого в 1893 году стал служить в звании подхорунжего в 1-м Сунженско-Владикавказском казачьем полку. В 1896 году получил звание хорунжего и в 1890 году — сотника.
В 1898 году, Блашка издал поэму- предание «Сахи рæсугъд», в 1902 году, 1903 году издал сборники из 21 стихотворений «Дигорон уадзимистæ» (Дигорские произведения) и двухактную пьесу - драму «Æдули», а так же доработанную поэму- предание «Сахи рæсугъд» (Очаровательная красавица), созданную на основе осетинского фольклора. Не изданные им многочисленные литературные труды, после его смерти, были потеряны. Сохранился его перевод стихотворения М.Ю.Лермонтова «Тамара», часть поэмы "Æрдхуæрдтæ", словарь архаичных дигорских слов.
Одно из значительных произведений Гуржибекова — пьеса в стихах «Æдули», В ней драматург показал процесс деградации патриархально-феодальной семьи (Борхаевы) и формирование новой семьи, живущей по законам буржуазной морали (Царуговы). Это история о том, как выходцы из низшего сословия, но разбогатевшие Царуговы женили своего полоумного сына Ахснирфа на дочери «благородных», но обедневших Борхаевых, красавице Хангуассе. Конфликт пьесы — борьба между богатством и кровной родовитостью. Побеждает богатство. Перед капиталом Царуговых не устояли гордившиеся своим дворянским происхождением Борхаевы. Их не тронули слезы единственной дочери, потому что в лице богатых родственников они видели будущее своё благополучие.
В ходе подготовки России к войне, воодушевлённый патриотической пропагандой, искренне веря в правое дело царя,в 1904 году ушёл добровольцем на русско-японскую войну, но в конце его жизненные взгляды кардинально изменились. Воевал в звании подъесаула в составе Терско-Кубанского полка Кавказской конной бригады. В боях с японцами Гурджибеков показал себя храбрым, отважным и умелым офицером. Погиб 18 июня 1905 года при штурме японского фортификационного сооружения в окрестностях маньчжурсокого населённого пункта Санвайцзы. Его тело было перевезено боевыми товарищами из Маньчжурии и торжественно похоронено на кладбище станицы Новоосетинская. Во время похорон присутствовали академик В. Ф. Миллер, однополчане и общественные деятели Осетии.
Награждён Орденом Святого Владимира IV степени.
В советский период Гуржибеков издавался редко. Лишь в 1966 году в Северо-Кавказском книжном издательстве вышел сборник его избранных произведений. Тираж был настолько мал (всего 800 экземпляров), что книга стала библиографической редкостью. В период репрессий огромное рукописное наследие поэта безвозвратно погибло.

## Память
- Во Владикавказе во дворе Национальной научной библиотеки установлен бюст Блашка Гуржибекова.
- Его именем названы улицы в Моздоке и станице Новоосетинская.